# Jacek Swakoń
Jacek Swakoń (ur. 21 stycznia 1963 w Częstochowie) – polski polityk, związkowiec, poseł na Sejm III kadencji, senator VII kadencji.

## Życiorys
Syn Zdzisława i Stanisławy, brat Wojciecha. Ukończył w 1986 studia na Wydziale Elektrycznym Politechniki Wrocławskiej. W drugiej połowie lat 80. pracował w Wojewódzkim Przedsiębiorstwie Energetyki Cieplnej w Legnicy. Działał w Niezależnym Zrzeszeniu Studentów i Duszpasterstwie Ludzi Pracy, wydawał niezależne pisma „Na indeksie” i „Gazeta Lubińska”. W 1989 wstąpił do „Solidarności”. W latach 1990–1998 był wiceprzewodniczącym, następnie przewodniczącym zarządu regionu związku – Zagłębie Miedziowe. W latach 1997–2001 pełnił funkcję posła III kadencji, wybranego z listy Akcji Wyborczej Solidarność. W 2001 bez powodzenia ubiegał się o reelekcję. Do 2002 był członkiem Ruchu Społecznego AWS. Po zakończeniu pracy w Sejmie podjął pracę na kierowniczych stanowiskach w spółkach powiązanych z KGHM. Wrócił też do działalności w NSZZ „S” jako regionalny koordynator do spraw rozwoju związku.
W wyborach parlamentarnych w 2007 z ramienia Platformy Obywatelskiej został wybrany na senatora w okręgu legnickim, uzyskując 134 680 głosów. W styczniu 2011 przeszedł do ugrupowania Polska Jest Najważniejsza. W wyborach w tym samym roku bez powodzenia kandydował do Sejmu. W grudniu 2013, w wyniku decyzji o rozwiązaniu PJN, zajął się tworzeniem legnickich struktur partii Polska Razem Jarosława Gowina. W 2014 zasiadł w zarządzie wojewódzkim tej partii, był także jej kandydatem na liście PiS do sejmiku dolnośląskiego. W listopadzie 2017 jego partia przekształciła się w Porozumienie.

## Odznaczenia
W 2015 otrzymał Krzyż Wolności i Solidarności.